# Autostrady w Irlandii

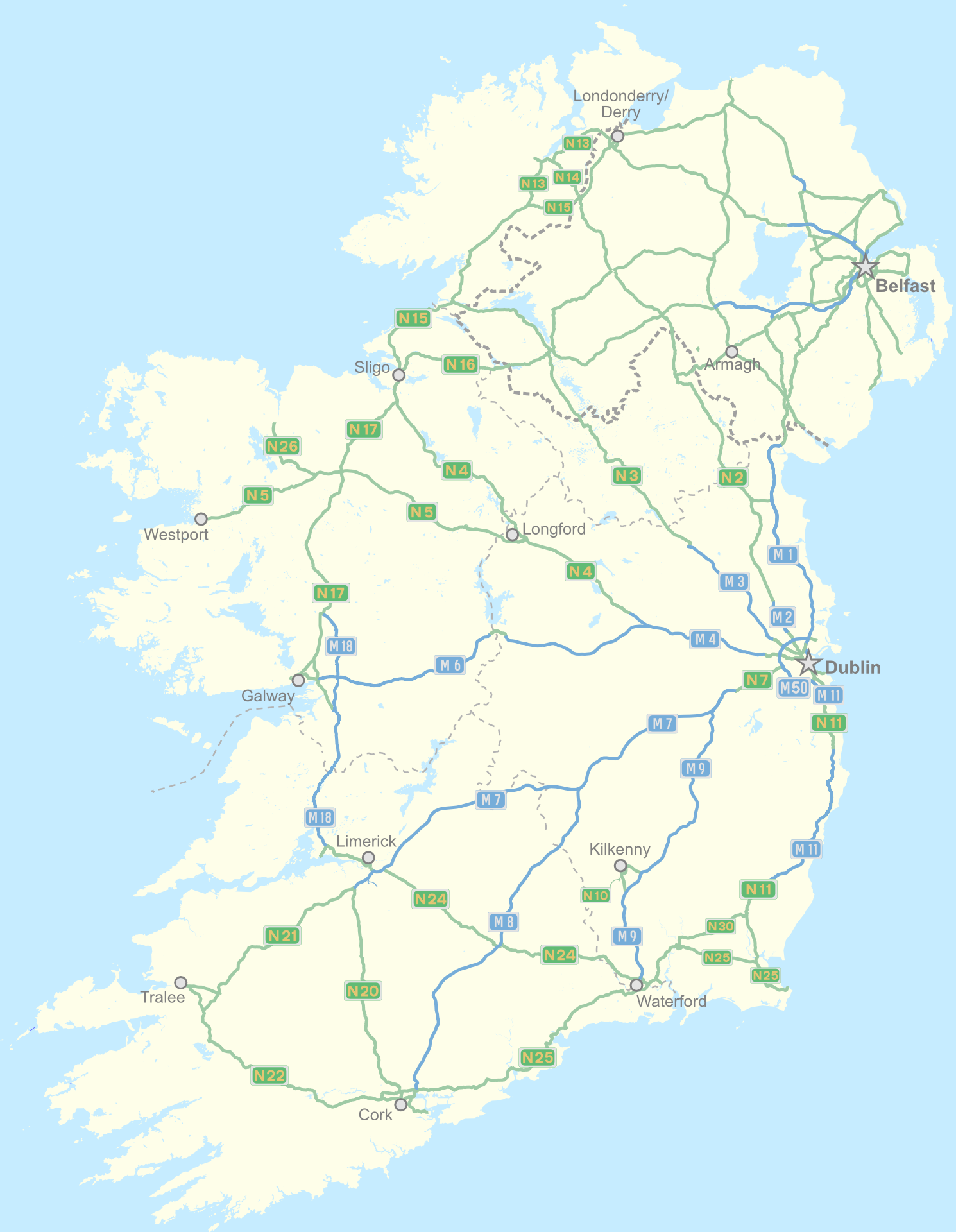
Drogi krajowe w Irlandii (stan na 2018 rok)

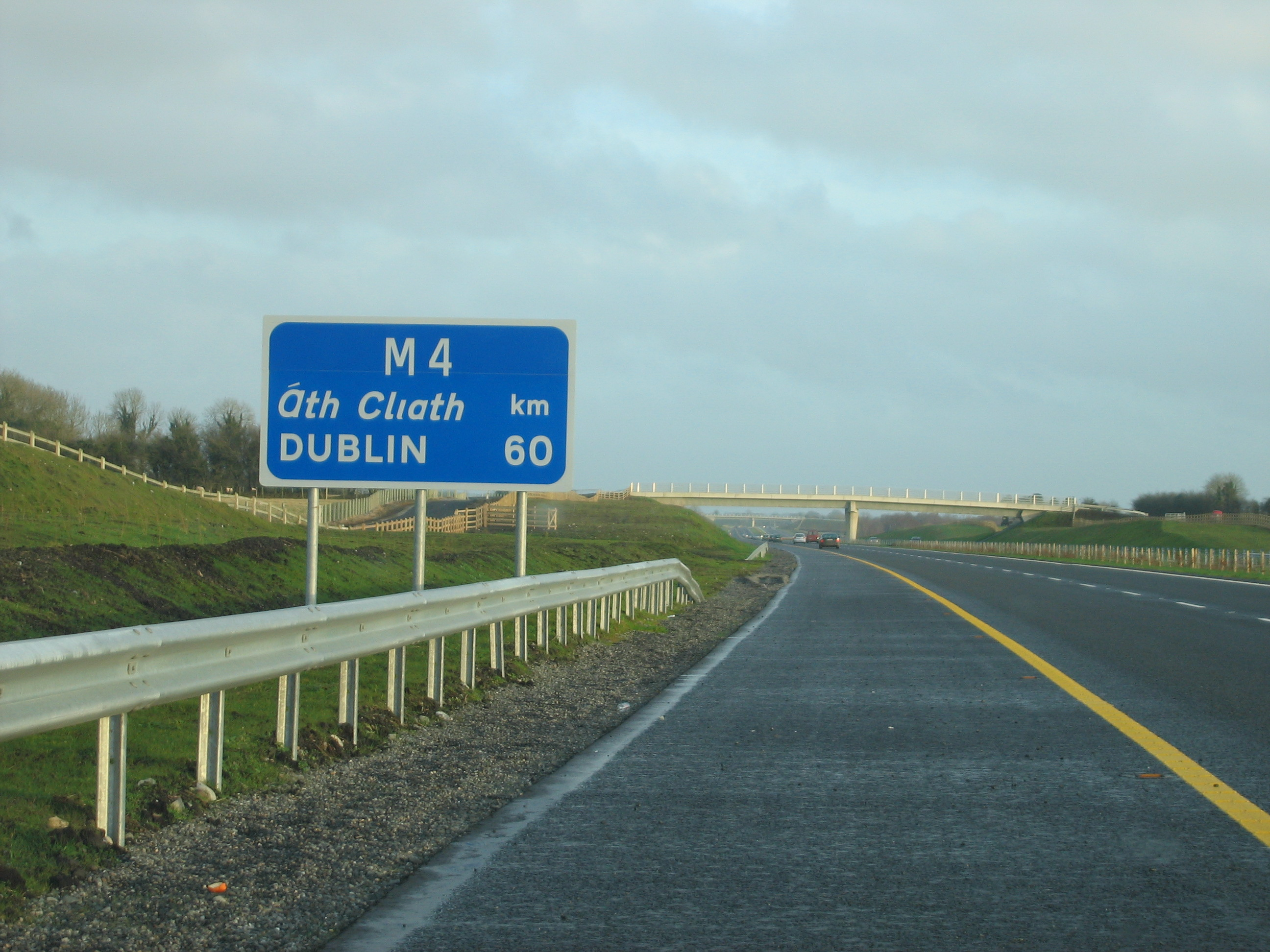
Irlandzki znak autostradowy

Autostrady w Irlandii – sieć dróg szybkiego ruchu na terenie Republiki Irlandii. Drogi te rozchodzą się głównie promieniście od stolicy kraju, Dublina. Oznakowane są numerem drogi krajowej z przedrostkiem M od irlandzkiego słowa mótarbhealach (w liczbie mnogiej mótarbhealaí) oznaczającego autostradę.

## Przepisy na autostradzie
Autostrady w Irlandii posiadają szereg przepisów, które zabraniają przemieszczenia się na nich określonemu rodzaju ruchu. Są to m.in.:
- pojazdy do nauki jazdy
- pojazdy nie osiągające prędkości 50 km/h
- piesi
- rowery
- pojazdy z silnikami poniżej 50 cm³ pojemności
- pojazdy bez opon pneumatycznych
- zwierzęta

## Spis autostrad
Tabela przedstawia zestawienie istniejących na 2021 rok autostrad
| Numer | Mapa | Odcinek                        | Długość  |
| ----- | ---- | ------------------------------ | -------- |
|       |      | Dublin – Dundalk               | 87 km    |
|       |      | Dublin – Ashbourne             | 13 km    |
|       |      | Dublin – Kells                 | 53 km    |
|       |      | Dublin – Mullingar             | 62 km    |
|       |      | (Dublin) Kinnegad – Galway     | 148 km   |
|       |      | (Dublin) Naas – Limerick       | 166,5 km |
|       |      | (Dublin) Abbeyleix – Cork      | 147 km   |
|       |      | (Dublin) Newbrigde – Waterford | 119 km   |
|       |      | Dublin – Wexford               | 90 km    |
|       |      | Galway – Tuam                  | 25,5 km  |
|       |      | (Limerick) Shannon – Galway    | 70,8 km  |
|       |      | Limerick – N20/N21             | 8 km     |
|       |      | Obwodnica Dublina              | 45,5 km  |